# Vasîl Lomacenko
Vasîl Anatoliovici Lomacenko (n. 17 februarie 1988, Cetatea Albă, RSS Ucraineană, URSS) este un boxer ucrainean.

## Titluri
- Campion mondial WBO la greutatea pennă
- Campion mondial WBO la greutatea super-penă
- Campion mondial la categoria ușoară WBC
- Campion mondial WBA la categoria ușoară
- Campion mondial WBO la categoria ușoară

## Сriticii
În decembrie 2021, starul mondial de box și legenda vie a Ucrainei, Volodymyr Klitschko, a fost foarte revoltat de actul compatriotului său Vasyl Lomachenko. După lupta cu Kommy, a intrat în ring nu cu steagul Ucrainei, ci cu steagul orașului natal Akkerman (Belhorod-Dnistrovskyi). 
„Vasyl a câștigat, felicitări, dar a reprezentat țara fără să poarte steagul țării sale?” - Klitschko a pus o întrebare retorică, adăugând abrevierea WTF"
| 13 victorii (10 prin KO), 1 înfrângere |                  |                        |     |               |                   |                                                                   | |
| Rez.                                   | Rezultat general | Adversar               | Tip | Runda, Timp   | Data              | Locația                                                           | Note |
| Victorie                               | 15–2             | Masayoshi Nakatani     | TKO | 9 (12), 1:48  | 26 iunie 2021     | Virgin Hotels Las Vegas, Paradise, Nevada, US                     | |
| Înfrângere                             | 14–2             | Teófimo López          | UD  | 12            | 17 octombrie 2020 | MGM Grand Conference Center, Paradise, Nevada, US                 | Pierde centurile WBA (Super), WBO, and The Ring lightweight; Pentru centura IBF lightweight title            |
| Victorie                               | 14–1             | Luke Campbell          | UD  | 12            | 31 august 2019    | The O2 Arena, London, England                                     | Păstrează centurile WBA (Super), WBO, and The Ring lightweight titles; Câștigă centura WBC lightweight title |
| Victorie                               | 13–1             | Anthony Crolla         | KO  | 4 (12), 0:58  | 12-04-2019        | Staples Center, Los Angeles, California, US                       | Păstrează centurile WBA (Super), WBO, and The Ring lightweight                                               |
| Victorie                               | 12–1             | José Pedraza           | UD  | 12            | 08-12-2018        | Hulu Theater, New York City, New York, US                         | Păstrează centurile WBA (Super) și The Ring lightweight; Câștigă centura WBO lightweight                     |
| Victorie                               | 11–1             | Jorge Linares          | TKO | 10 (12), 2:08 | 12-05-2018        | Madison Square Garden, New York City, New York, US                | Câștigă centurile WBA (Super) și The Ring lightweight                                                        |
| Victorie                               | 10–1             | Guillermo Rigondeaux   | RTD | 6 (12), 3:00  | 09-12-2017        | The Theater at Madison Square Garden, New York City, New York, US | Păstrează centura WBO la categoria junior lightweight                                                        |
| Victorie                               | 9–1              | Miguel Marriaga        | RTD | 7 (12), 3:00  | 05-08-2017        | Microsoft Theater, Los Angeles, California, US                    | Păstrează centura WBO la categoria junior lightweight                                                        |
| Victorie                               | 8–1              | Jason Sosa             | RTD | 9 (12), 3:00  | 08-04-2017        | MGM National Harbor, Oxon Hill, Maryland, US                      | Păstrează centura WBO la categoria junior lightweight                                                        |
| Victorie                               | 7–1              | Nicholas Walters       | RTD | 7 (12), 3:00  | 26-11-2016        | Cosmopolitan of Las Vegas, Paradise, Nevada, US                   | Păstrează centura WBO la categoria junior lightweight                                                        |
| Victorie                               | 6–1              | Román Martínez         | KO  | 5 (12), 1:09  | 11-06-2016        | The Theater at Madison Square Garden, New York City, New York, US | Câștiga centura WBO la categoria junior lightweight                                                          |
| Victorie                               | 5–1              | Romulo Koasicha        | KO  | 10 (12), 2:35 | 07-11-2015        | Thomas & Mack Center, Paradise, Nevada, US                        | Păstrează centura WBO la categoria featherweight                                                             |
| Victorie                               | 4–1              | Gamalier Rodríguez     | KO  | 9 (12), 0:50  | 02-05-2015        | MGM Grand Garden Arena, Paradise, Nevada, US                      | Păstrează centura WBO la categoria featherweight                                                             |
| Victorie                               | 3–1              | Chonlatarn Piriyapinyo | UD  | 12            | 22-11-2014        | Cotai Arena, Macau, SAR                                           | Păstrează centura WBO la categoria featherweight                                                             |
| Victorie                               | 2–1              | Gary Russell Jr.       | MD  | 12            | 21-06-2014        | StubHub Center, Carson, California, US                            | Câștigă centura WBO la categoria featherweight                                                               |
| Înfrângere                             | 1–1              | Orlando Salido         | SD  | 12            | 01-03-2014        | Alamodome, San Antonio, Texas, US                                 | Pentru centura vacantă WBO la categoria featherweight                                                        |
| Victorie                               | 1–0              | José Ramírez           | TKO | 4 (10), 2:55  | 12-10-2013        | Thomas & Mack Center, Paradise, Nevada, US                        | Câștigă centura WBO International la categoria featherweight                                                 |